# Cosplay restaurant
En cosplay restaurant (コスプレ系飲食店 Kosupure-kei inshokuten) er en form for restaurant eller café, hvor personalet cosplayer, dvs. er klædt ud. Konceptet forekommer primært i Japan og inkluderer maid caféer (メイドカフェ Meido kafe) og butler caféer (執事喫茶 shitsuji kissa), hvor personalet er klædt som hhv. tjenestepiger (engelsk: maids) og butlere. Restauranterne og caféerne er en del af den japanske otaku-kultur, men almindelige mennesker kommer der også. I modsætning til almindelige caféer inkluderer servicen her skabelsen af en særlig atmosfære, hvor personalet behandler kunderne som herrer og fruer i et privat hjem, snarere end som egentlige kunder.

## Maid caféer
I en normal maid café er de kvindelige medarbejdere klædt som tjenestepiger, typisk i den stereotype stil fra det 19. århundredes Frankrig og eventuelt med dyrerører for ekstra appeal. Kunderne tiltales som Herre (ご主人様 goshujinsama) eller Frue (お嬢様 ojousama). Når en kunde kommer ind i caféen, bliver vedkommende mødt af det obligatoriske "Velkommen hjem, herre" (お帰りなさいませ、ご主人様！ Okaerinasaimase, goshujinsama) og tilbudt en menu. Populære retter tæller kager (nogle gange bagt af tjenestepigerne selv), is, omelet med ris og spaghetti mens drikkevarerne kan være coca-cola, te, mælk eller alkoholiske drikke som øl eller i visse tilfælde endda champagne. Afhængig af caféen kan der også være andre former for service mod betaling. Det kan være billeder taget med et polaroidkamera (enten af tjenestepigen alene, sammen med en anden eller med kunden), som så bagefter dekoreres, kortspil, videospil, ørerensning eller massage. Med tiden er der desuden blevet etableret en række forskellige caféer med henblik på kundernes forskellige smag og ønsker.

## Andre varianter
Selvom maid caféer er de bedst kendte, så findes der også en række varianter. Det kan således være caféer med skole som tema hvor kunderne tiltales som sempai i stedet for Herre eller Frue. Indenfor er de almindelige borde erstattet af dem, man finder i skoler, og selv maden serveres i bakker, der minder om dem, der bruges i japanske grundskoler.
Andre varianter tæller lillesøster (妹 imouto), miko (巫女 miko) og jernbane (鉄道 tetsudou) caféer.

## Butler caféer
De fleste cosplay restauranter er primært rettet mod mænd, men der findes også en type målrettet kvinder kaldet butler café (執事喫茶 shitsuji kissa). Butlerne er her velklædte mænd, der kan være iført en typisk tjeneruniform eller endda smoking. En butler café har tjenere, der cosplayer som teenage skoledrenge i et forsøg på at appellere til fujoshi, kvinder der er vilde med yaoi, en mangagenre der involverer kærlighed mellem drenge, ikke mindst i skolealderen.
Der findes også butler caféer, hvor det er kvindelige ansatte, der crossplayer som mænd.

## Nordamerika
Cosplay restauranter har også fundet vej til andre lande som USA og Canada, men det har dog knebet med stabiliteten. Et eksempel var " iMaid Café", der åbnede i 2006 i Scarborough, Ontario, men som måtte lukke i november 2007, da den ikke kunne betale huslejen. I december 2007 Royal-T i Culver City, Californien som en kombination af maid café, butik og kunstudstilling. Den lukkede efter fem år. I september 2008 åbnede det japanske franchise Crepe House Uni i Davis, Californien men lukkede igen i 2010. Medarbejderne var klædt som tjenestepiger, men det var ikke en egentlig maid café. Endelig kan nævnes en maid café kaldet "Chou Anime", der åbnede i Detroit, Michigan, men som måtte lukke allerede 22. september samme år, da der ikke var en stabil strøm af kunder.